# Channel 7 (cantante)
Channel 7, anche noto come 7 Aurelius, pseudonimo di Marcus Vest (Lexington, 7 luglio 1977), è un cantante e produttore discografico statunitense hip hop e R&B.

## Biografia
È conosciuto per la sua collaborazione con la The Inc. Records.
Le sue produzioni più famose sono: I'm Real (Remix) di Jennifer Lopez, Always On Time di Ja Rule,  Foolish di Ashanti; e "Dr.Love" di Donnie Klang ha anche partecipato cantando nel tema di LL Cool J, Hush, e accanto ad Ashanti.
Ha ricevuto il premio ASCAP per il suo lavoro di compositore.